# Kościół św. Franciszka z Asyżu i św. Klary w Tychach

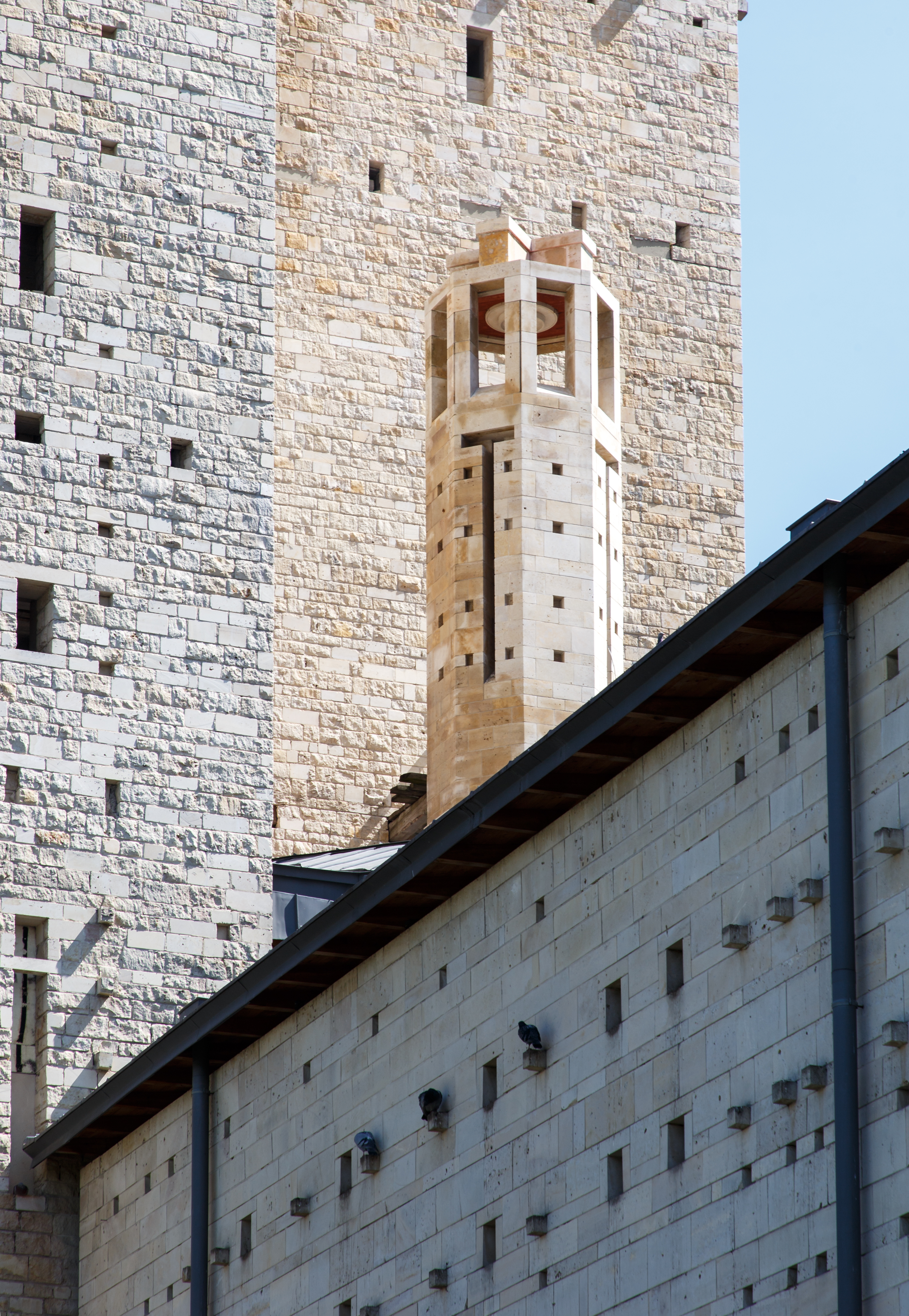
Ośmioboczna wieżyczka nad chrzcielnicą

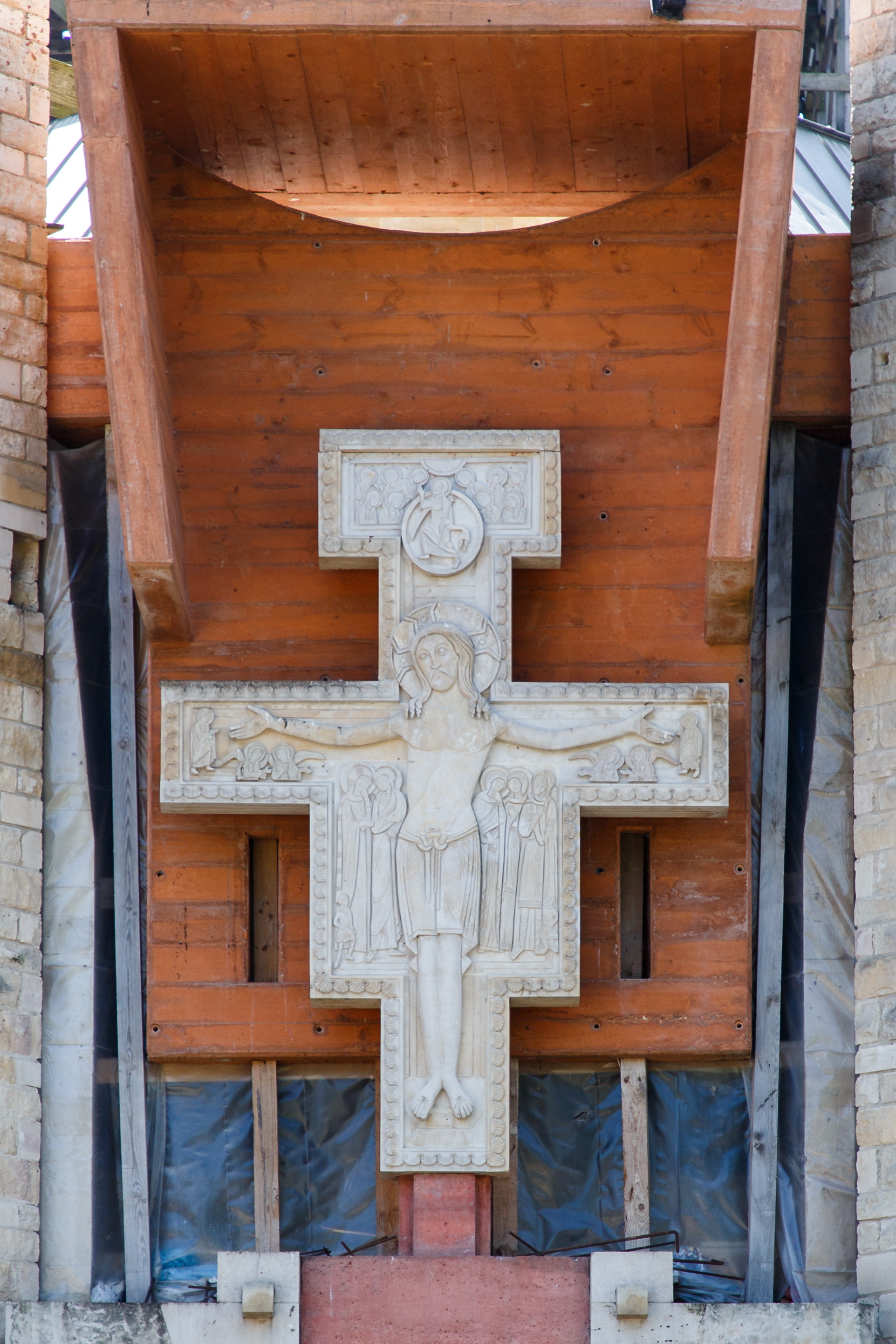
Krzyż nad wejściem do kościoła

Kościół św. Franciszka z Asyżu i św. Klary, zwany Małym Asyżem – kościół zbudowany według projektu Stanisława Niemczyka, na planie krzyża franciszkańskiego. Stoi przy skrzyżowaniu ulic Przemysłowej i Paprocańskiej w Tychach.

## Historia
W maju 1999, metropolita ks. arcybiskup Damian Zimoń wyraził zgodę na budowę kościoła, na działce podarowanej przez Grzegorza Czardybona. Jesienią 1999 rozpoczęto prace przygotowawcze. 15 czerwca 1999 kamień węgielny poświęcił papież Jan Paweł II. 4 października 1999 bp Stefan Cichy poświęcił plac budowy. Budowę kościoła wraz z klasztorem rozpoczęto 4 maja 2000, a odpowiedzialnym za przebieg prac został o. Wawrzyniec Jaworski. Projekt wykonał Stanisław Niemczyk wraz z Anną Niemczyk-Wojtecką i Robertem Wojteckim.
Od 1999, w czasie świąt Bożego Narodzenia, ojcowie organizują żywą szopkę.
18 sierpnia 2002, podczas wizyty na krakowskich Błoniach, papież Jan Paweł II poświęcił kamień węgielny kaplicy Miłosierdzia Bożego. Do kaplicy tej, 23 września 2004 wprowadzono relikwie św. Ojca Pio, natomiast 31 października relikwie św. Klary z Asyżu.
Z powodu braku wolnej przestrzeni na cmentarz parafialny, w 2010 roku powstało kolumbarium mogące pomieścić około 600 urn.

## Opis
Kościół wybudowany został na planie krzyża franciszkańskiego. Cały kompleks, charakterem nawiązuje architektury średniowiecznej a zwłaszcza do bazyliki św. Franciszka w Asyżu. Budowany jest z betonu oraz jasnego dolomitu z Libiąża.
Budowla składa się kościoła górnego i dolnego. W górnym kościele znajduje się kaplica Matki Boskiej Bolesnej. Sufit kościoła górnego wyłożony jest drewnem. Obecny, drewniany ołtarz nawiązuje do panoramy z Asyżu. Naprzeciw ołtarza, przewidziano miejsce na wolno stojącą chrzcielnicę, dokładnie pod nią znajduje się kopia grobu św. Franciszka. Bezpośrednio nad ołtarzem znajduje się, dodatkowa ośmioboczna wieżyczka.
W dolnej części znajdują się dwie kaplice, kopie kaplic w Asyżu: Porcjunkuli oraz kaplica grobu św. Franciszka. Na tyłach kaplicy św. Franciszka znajdują się: krypta (z sakramentem pokuty) oraz kaplica Boskiego Miłosierdzia. Strop dolnego kościoła o kształcie krzyża ma powierzchnię 100 m².
Na zewnątrz, nad wejściem do kościoła znajduje się, wyrzeźbiona przez o. Wawrzyńca, kopia krzyża z San Damiano.
Na wzór krypty w bazylice w Asyżu, wykuta została okrągła krypta o promieniu 8 metrów.

## Symbolika
Teren przeznaczony pod budowę kościoła miał kształt zbliżony do trójkąta. W rozwidleniu dróg, które go obejmowały, znajdowała się figura Matki Bożej z Dzieciątkiem, ufundowana w 1893 roku przez Józefa Czardybona z żoną. Kościół i klasztor, które miały na tym terenie powstać, zgodnie z zamysłem autora, miały być inspirowane miejscami związanymi z życiem św. Franciszka z Asyżu. Zastosowanie dolomitu ma nawiązywać do architektury Umbrii, beton barwiony na brązowo nawiązuje do umbry – koloru ziemi umbryjskiej. Zacheuszki wykonane są z różowego dolomitu sprowadzonego w tym celu z Asyżu. W budynki wkomponowane są kopie dwóch ważnych w życiu św. Franciszka obiektów – kaplicy Porcjunkuli w bazylice Najświętszej Marii Panny od Aniołów w Asyżu (odtworzono wymiary oraz układ kamieni, bez polichromii) oraz grobu św. Franciszka z bazyliki św. Franciszka w Asyżu (w nieco mniejszych rozmiarach niż oryginał). Kaplica Porcjunkuli zaprojektowana została na osi założenia, biorącej swój początek w miejscu figury z 1893 roku. W ogrodzeniu oś ta jest zaakcentowana otworem w kształcie krzyża. Kaplica Porcjunkuli wybudowana jako pierwsza w 2000 roku stała się symbolicznym kamieniem węgielnym całego obiektu.
Projekt zakłada pięć wież, nawiązujących do ran Chrystusa oraz do stygmatów św. Franciszka. Pierwsze cztery (40 metrowe), nawiązują kształtem oraz umiejscowieniem do gwoździ z krzyża. Piąta, stalowa, jeszcze nieukończona, będzie przypominać płomień – symbolizujący serce Jezusa. Docelowo będzie miała ona 70 metrów.